# Немачка комунистичка партија
Немачка комунистичка партија (DKP) је политичка партија у Немачкој. Основана је 1968, а сматра се наследницом Комунистичке партије Немачке, чији је рад у Западној Немачкој био забрањен 1956. године. Уско је сарађивала с источнонемачком Јединственом социјалистичком партијом Немачке (СЕД), од које је примала знатну финансијску помоћ и директиве.
Западнонемачки минстар правде допустио је 1968. оснивање нове комунистичке партије под новим именом, а сем тога је у процесу било и усвајање политике побољшања односа с Источном Немачком (Остполитик).
НКП је у немачкој политици била и остала мања политичка партија без шире подршке. Значајнију је подршку на локалном нивоу имала током 1970-их у Хамбургу (2,2% гласова), Бремену (3,1%) и Сарланду (2,7%).
Након уједињења Немачке 1990, НКП је доживела пад подршке, а добар део њеног дотадашњег чланства прешао је у Партију демократског социјализма (наследница СЕД).
НКП је од 2005. пружала подршку новооснованој Левици, али је немачки комуниста Кристел Вегнер у интервјуу 2008. оправдавао Берлински зид и Штази. Како би задржала добар углед, Левица је избацила НКП из коалиције неколико дана касније.